# Justo María de Velasco
Justo María de Velasco (c. 1809-1887) fue un pintor español.

## Biografía
Natural de Salamanca, fue discípulo de Vicente López. Fue individuo supernumerario de la Academia de Nobles Artes de San Fernando desde 6 de junio de 1841, y de mérito desde 8 de mayo de 1836; académico también de las de San Carlos de Valencia y San Luis de Zaragoza y director profesor de la Escuela de Dibujo de Palencia. Perteneció a la Junta directiva del Liceo artístico y literario de Madrid, en cuya exposición pública del año 1838 presentó un Ecce-Homo, al óleo, copia de Murillo, y San Fernando, al lápiz, cuyos dos trabajos fueron adquiridos por la reina gobernadora María Cristina. En ese mismo año año figuraron en la Exposición de la Academia varias vistas suyas, siendo notable en la que figuraba La Giralda de Sevilla. También perteneció a la sociedad El Instituto Español, en cuyas sesiones pintó acuarelas. En la Exposición Nacional del año 1856 presentó dos Interiores de edificios góticos, por los que alcanzó mención honorífica.
Asimismo ha dibujado para varias publicaciones, especialmente el Semanario Pintoresco, y las Obras de Quevedo, ilustradas por Castelló. Nombrado en 1842, en virtud de oposición, profesor de la Escuela de Dibujo de Palencia, organizó y reformó dicha enseñanza. Fue igualmente socio de la Económica palentina, vicepresidente de la comisión provincial de Monumentos históricos y artísticos e individuo de la comisión de Conservación de templos.

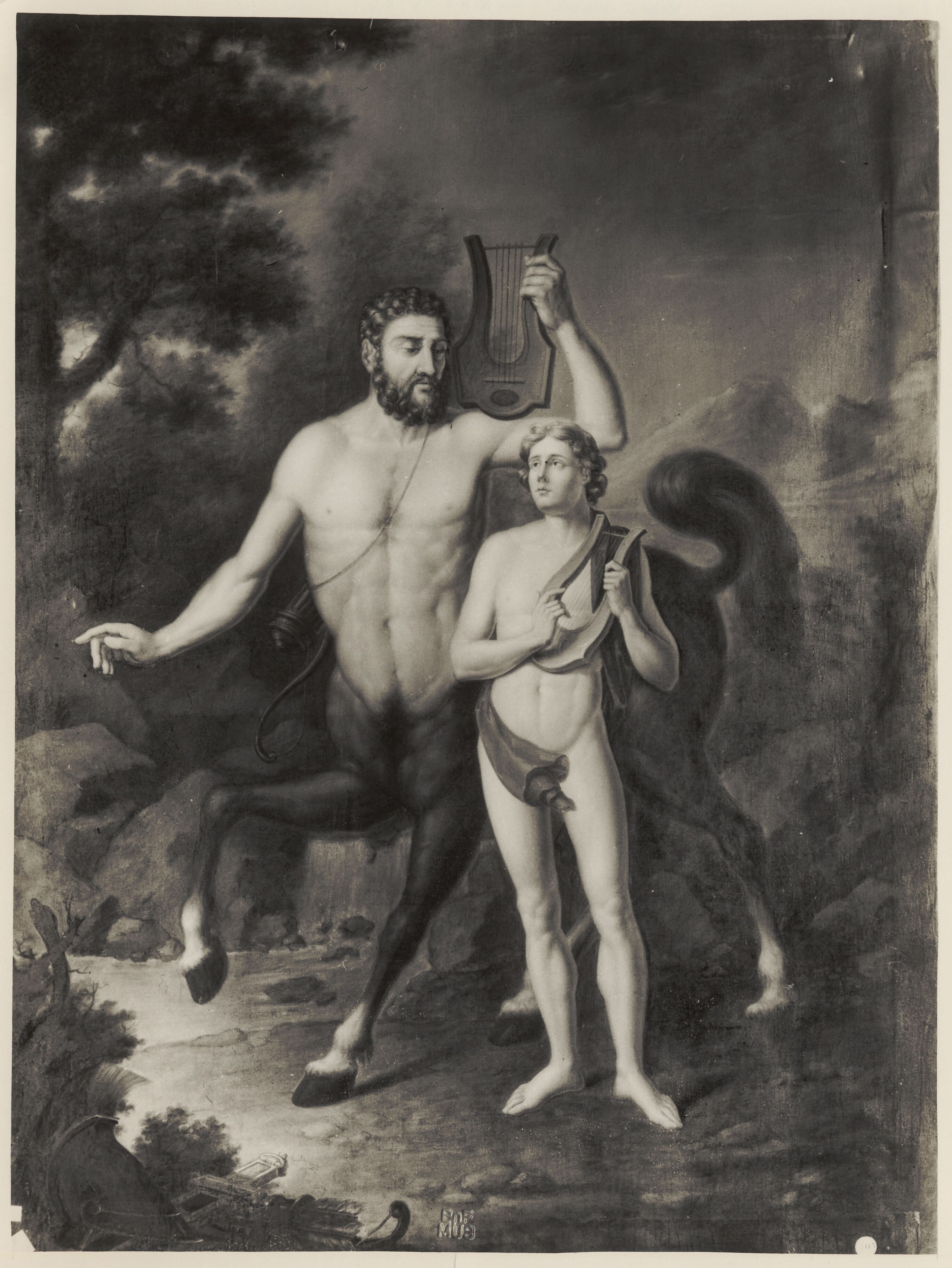
La educación de Aquiles fue uno de los cuadros que realizó en el 1840 para ser admitido como académico de mérito

En la Exposición de Valladolid de 1871 presentó diferentes cuadros al óleo, aguada y dibujos, destacando entre los primeros Un milagro de la Virgen de las Nieves. Fue de su mano el monumento de Semana Santa colocado en 1880 en la catedral de Salamanca. Falleció en 1887 con setenta y ocho años de edad.